# دو مرغ (غوهران)
دو مرغ (بالفارسية: دومرغ) هي قرية تقع في إيران في Gowharan Rural District. يقدر عدد سكانها بـ 146 نسمة بحسب إحصاء 2016.